# Pericle, principe di Tiro
Pericle, principe di Tiro (Pericles, Prince of Tyre) è un dramma romanzesco scritto da William Shakespeare tra il 1607 e il 1608.
Fu per la prima volta nella raccolta in-folio del 1663 insieme ad altri 6 apocrifi e ai 36 drammi già inclusi nel in-folio del 1623. Nonostante il testo a noi pervenuto presenti grandi differenze stilistiche tra i primi due atti e gli altri tre, la paternità shakespeariana è indubbia.
Gli editori moderni sono d'accordo nel dire che Shakespeare è l'autore della maggior parte dell'opera dopo la scena 9, delle parti che seguono la storia di Pericle e Marina. Si pensa che i primi due atti, che descrivono dettagliatamente i molti viaggi di Pericle, siano stati scritti da un collaboratore di relativamente poco talento, forse George Wilkins.

## Trama

### Prologo
Nel prologo vediamo Gower, il personaggio che rappresenta il coro. Questi si avvicina e annuncia l'intento di dare piacere all'orecchio e all'occhio insieme agli spettatori per la durata della vicenda, esprimendo la perfetta simbiosi che Shakespeare stesso voleva raggiungere con le sue opere teatrali.

### Atto I
In Siria il re Antioco annuncia lo sposalizio della bella figlia con chi riuscirà a risolvere un enigma che gli verrà posto dal re stesso. Chi fallirà verrà mandato a morte.
L'indovinello si rivela essere proprio un fatto veramente avvenuto: l'unione incestuosa fra Antioco e la figlia: se rivela ciò verrà ucciso, ma soccomberà anche se mentisse.
Tutti i pretendenti sono in preda allo sconforto, tranne uno: il giovane Pericle, che trova subito la soluzione. Si presenta a corte, ma ha un dubbio e chiede ad Antioco tempo per riflettere.
Il crudele sovrano gli concede quaranta giorni di tempo, ma dopo qualche settimana manda dei sicari ad ucciderlo. Pericle viene avvisato appena in tempo e fugge a Tiro, dall'amico Elicano.
Dopo averlo nominato reggente provvisorio della città, Pericle si reca a Tarso per dare aiuto alla popolazione e ai sovrani Cleone e Dionisia. Infine si rimette in viaggi per Tiro.

### Atto II
Durante la traversata una violenta tempesta fa naufragare la nave di Pericle, e il giovane si ritrova sulla spiaggia di Pentapoli. Qui scopre che il re Simonide sta organizzando una serie di tornei per dare in sposa la figlia al vincitore. Pericle ne approfitta immediatamente, dimenticando il re Antioco, e vince mirabilmente tutti i tornei. Così a lui viene concessa la mano di Taisa e si celebrano le nozze. Intanto a Tiro si viene a sapere della morte di Antioco e di sua figlia, avvenuta per mano divina, e il popolo pensa di affidare la corona al reggente Elicano. Ma questi, ricordandosi del patto con Pericle, dichiara di accettare solo se saprà della morte dell'amico; e manda una pattuglia a cercarlo.

### Atto III
Nel frattempo a Pentapoli, Pericle viene informato della spedizione di Elicano e così si reca subito a Tiro con la moglie incinta. Ma durante il viaggio l'eroe fa naufragio di nuovo e Taisa muore di parto. Pericle, affranto, è costretto a gettare il corpo di Taisa, dentro una cassa, in mare per placare la furia degli dei. Poi fa sosta a Tarso per la salute dell'infante Marina, mentre un vecchio mago trova la bara di Taisa e la fa resuscitare. Ella credendo che il marito sia morto, si fa sacerdotessa al tempio di Diana.
Dopo aver affidato la piccola Marina ai sovrani di Tarso, Pericle si rimette in viaggio per Tiro.

### Atto IV
Passano una ventina di anni e Marina, fattasi più bella della figlia di Cleone e Dionisia, che medita di ucciderla, viene rapita da dei pirati e condotta a Mitilene. Lì la ragazza riuscirà a conservare la sua verginità dimostrandosi molto abile nel cantare e suonare.
Pericle, compiuti tutti i suoi viaggi, torna a Tarso per riprendersi Marina, ma i sovrani, in accordo con la figlia, gli mentono dicendo che è morta. Disperato, Pericle riprende i suoi viaggi in cerca della figlia.

### Atto V
Dopo varie traversate, l'anziano Pericle giunge per caso a Mitilene, dove il sovrano Lisimaco gli presenta casualmente Marina, con la speranza che lei possa divertirlo e rincuorarlo.
Pericle non vuole avere rapporti sessuali con la ragazza e decide di raccontarle la sua triste storia. Solo così i due scopriranno di esser padre e figlia. Dopo ciò Pericle viene avvertito da Diana che lo invita a recarsi al suo tempio, dove incontra, con suo grande stupore, la moglie Taisa.
Così riunitasi la famiglia, Pericle fa giustiziare i sovrani Cleone, Dionisia e la loro figlia.

## Contesto storico
Il modello è la Storia di Apollonio re di Tiro, conosciuta attraverso il poema Confessio Amantis di John Gower, composto tra il 1386 e il 1390, e l'opera The Pattern of Painful Adventures di Lawrence Twine (1576).